# Cine Fémina (Barcelona)
El Cine Fémina fou una sala de projecció ubicada al Passeig de Gràcia, 23 de Barcelona, amb sortida d'emergència pel carrer de la Diputació.

## Història
L'empresa Exhibiciones Modernas SA va inaugurar la sala dos mesos abans de l'Exposició Inernacional de Barcelona, el l6 de març de 1929, amb la projecció de la pel·lícula Fürst oder Clown (Príncep o Pallasso), un film mut alemany protagonitzat per Ivan Petrovich i Marcella Albani. La sala tenia una capacitat per a 820 localitats. A finals d'any va començar a projectar musicals com Broadway Melody, El pagano de Tahití i The Hollywood Revue of 1929. Però el primer èxit absolut va ser el 8 de novembre de 1935 amb l'estrena de La viuda alegre, d'Ernst Lubitsch. D'acord amb el nom del cinema, es van establir uns premis destinats a promoure l'assistència de públic femení. El cinema era de l'empresa Kursaal, que també tenia el Cine Kursaal, que va tancar el 1965.
El 25 d'octubre de 1929 projectà la primera pel·lícula en cinema sonor, White Shadows in the South Seas (Ombres blanques en els mars del sud), amb l'assistència de la Infanta d'Espanya Isabel.
El cartellista Antoni Clavé va ser l'autor dels cartells de les pel·lícules pintats durant els anys de la república.
Fou el primer cinema de Barcelona que projectà un film rodat en cinemascope, La túnica Sagrada (1953), de Henry Koster, el 17 de maig de 1954. Durant els anys seixanta es van dur a terme diverses reformes, entre les quals destaca la que va dirigir l'arquitecte Antoni de Moragas, que consistí en un gran mural fotogràfic elaborat per Català Roca a partir d'imatges de diverses pel·lícules famoses.
El 4 de novembre de 1971, després de l'estrena de Las Ibéricas F.C., Juan Estrada i Francisco Ariza, propietaris del local, van cedir la propietat del cinema a Pere Balañá.
El 27 de juny de 1977, el Fémina va esdevenir una de les 10 sales on es va projectar per primera vegada el Noticiari de Barcelona, el primer noticiari en català des de 1939.
L'any 1987 s'anuncià el seu tancament, encara que continuà la seva activitat fins que l'any 1991 quedà completament destruït en un incendi.